# Кубок европейских чемпионов по волейболу среди женщин 1999/2000
40-й розыгрыш Кубка европейских чемпионов по волейболу среди женщин проходил со 2 октября 1999 по 12 марта 2000 года с участием 27 клубных команд стран-членов Европейской конфедерации волейбола (ЕКВ). Финальный этап был проведён в Бурсе (Турция). Победителем турнира в 3-й раз в своей истории и во 2-й раз подряд стала итальянская «Фоппапедретти» (Бергамо).

## Команды-участницы
| Страна               | Команда                               |                                   |
| -------------------- | ------------------------------------- | --------------------------------- |
| Австрия              | «Телеком-Пост» (Вена)                 | Чемпион Австрии 1999              |
| Албания              | «Теута» (Дуррес)                      | Чемпион Албании 1999              |
| Бельгия              | «Керхер» (Херенталс)                  | Чемпион Бельгии 1999              |
| Болгария             | «Левски-Сиконко» (София)              | Чемпион Болгарии 1999             |
| Босния и Герцеговина | «Лукавац» (Лукавац)                   | Чемпион Боснии и Герцеговины 1999 |
| Германия             | «Дрезднер» (Дрезден)                  | Чемпион Германии 1999             |
| Греция               | «Филатлетик» (Врилисия)               | Чемпион Греции 1999               |
| Дания                | «Хольте» (Хольте)                     | Чемпион Дании 1999                |
| Испания              | «Конструксьонес Маричаль» (Ла-Лагуна) | Чемпион Испании 1999              |
| Италия               | «Фоппапедретти» (Бергамо)             | Чемпион Италии 1999               |
| Кипр                 | АЭЛ (Лимасол)                         | Чемпион Кипра 1999                |
| Люксембург           | «Мамер» (Мамер)                       | Чемпион Люксембурга 1999          |
| Нидерланды           | «Арке-Поллукс» (Олдензал)             | Чемпион Нидерландов 1999          |
| Норвегия             | «Клепп» (Осло)                        | Чемпион Норвегии 1999             |
| Польша               | «Нафта-Газ» (Пила)                    | Чемпион Польши 1999               |
| Португалия           | «Каштелу да Мая» (Мая)                | Чемпион Португалии 1999           |
| Россия               | «Уралочка» (Екатеринбург)             | Чемпион России 1999               |
| Румыния              | «Рапид» (Бухарест)                    | Чемпион Румынии 1999              |
| Сан-Марино           | «Тре Пенне» (Сан-Марино)              | Чемпион Сан-Марино 1999           |
| Словакия             | «Славия» (Братислава)                 | Чемпион Словакии 1999             |
| Словения             | «Браник» (Марибор)                    | Чемпион Словении 1999             |
| Турция               | «Эджзаджибаши» (Стамбул)              | Чемпион Турции 1999               |
| Франция              | «Расинг Клуб де Канн» (Канны)         | Чемпион Франции 1999              |
| Хорватия             | «Младост» (Загреб)                    | Чемпион Хорватии 1999             |
| Чехия                | «Олимп» (Прага)                       | Чемпион Чехии 1999                |
| Швеция               | «Эребру» (Эребру)                     | Чемпион Швеции 1999               |
| Югославия            | «Единство» (Ужице)                    | Чемпион Югославии 1999            |

## Система проведения розыгрыша
В турнире принимали участие чемпионы 27 стран-членов ЕКВ. Соревнования состояли из квалификации (два раунда), предварительного и финального этапов. Напрямую в предварительный этап заявлены представители стран, команды которых в предыдущем розыгрыше заняли в группах 1—4 места (Австрия, Германия, Греция, Испания, Италия, Польша, Турция, Франция). Остальные участники предварительной стадии определялись в ходе квалификации.
На предварительном этапе 16 команд-участниц разбиты на 2 группы. В группах команды играли в один круг. В финальный этап вышли команды, занявшие в группах два первых места.
Финальный этап проводился в формате «финала четырёх» — полуфинал и два финала (за 3-е и 1-е места).

## Квалификация

### 1-й раунд
2—17.10.1999
 «Тре Пенне» (Сан-Марино) —  «Мамер»
2 октября. 0:3 (15:25, 20:25, 14:25).
9 октября. 0:3 (20:25, 15:25, 22:25).
 «Лукавац» —  «Теута» (Дуррес)
9 октября. 0:3 (19:25, 19:25, 17:25).
10 октября. 1:3 (23:25, 7:25, 26:24, 19:25). Оба мачта прошли в Лукаваце.
 «Хольте» —  «Эребру»
9 октября. 0:3 (25:27, 17:25, 22:25).
17 октября. 0:3 (14:25, 27:29, 17:25).

### 2-й раунд
27.11—5.12.1999
 «Славия» (Братислава) —  «Теута» (Дуррес)
27 ноября. 3:0 (25:8, 25:7, 25:16).
28 ноября. 3:0 (25:14, 25:11, 25:17). Оба мачта прошли в Братиславе.
 АЭЛ (Лимасол) —  «Риека»
27 ноября. 0:3 (17:25, 12:25, 15:25).
4 декабря. 0:3 (11:25, 10:25, 10:25).
 «Браник» (Марибор) —  «Мамер»
27 ноября. 3:0 (25:11, 25:14, 25:18).
4 декабря. 3:0 (25:11, 25:18, 25:11).
 «Клепп» (Осло) —  «Керхер» (Херенталс)
27 ноября. 0:3 (12:25, 10:25, 22:25).
5 декабря. 0:3 (10:25, 12:25, 22:25).
 «Арке Поллукс» (Олдензал) —  «Эребру»
27 ноября. 3:0 (25:20, 25:20, 25:13).
5 декабря. 1:3 (25:16, 23:25, 26:28, 21:25).
 «Каштелу да Майа» (Майа) —  «Олимп» (Прага)
28 ноября. 3:1 (25:21, 25:27, 25:18, 25:20).
5 декабря. 0:3 (18:25, 15:25, 18:25).
 «Левски-Сиконко» (София) —  «Уралочка» (Екатеринбург)
30 ноября. 0:3 (12:25, 12:25, 19:25).
1 декабря. 0:3 (12:25, 17:25, 16:25). Оба мачта прошли в Софии.
 «Рапид» (Бухарест) —  «Единство» (Ужице)
4 декабря. 3:0 (25:20, 25:16, 25:18).
5 декабря. 3:0 (25:22, 25:22, 23:25, 25:20). Оба мачта прошли в Бухаресте.

## Предварительный этап
11.01—22.02.2000

### Группа А
| М | Команда                               | 1   | 2   | 3   | 4   | 5   | 6   | 7   | 8   | И | В | П | С/П   | О  |
| - | ------------------------------------- | --- | --- | --- | --- | --- | --- | --- | --- | - | - | - | ----- | -- |
| 1 | «Эджзаджибаши» (Стамбул)              |     | 3:0 | 3:1 | 3:0 | 3:0 | 3:1 | 3:1 | 3:0 | 7 | 7 | 0 | 21:3  | 14 |
| 2 | «Нафта-Газ» (Пила)                    | 0:3 |     | 3:0 | 3:0 | 3:0 | 1:3 | 3:0 | 3:2 | 7 | 5 | 2 | 16:8  | 12 |
| 3 | «Конструксьонес Маричаль» (Ла-Лагуна) | 1:3 | 0:3 |     | 2:3 | 3:1 | 3:0 | 3:0 | 3:2 | 7 | 4 | 3 | 15:12 | 11 |
| 4 | «Славия» (Братислава)                 | 0:3 | 0:3 | 3:2 |     | 2:3 | 3:2 | 3:2 | 3:2 | 7 | 4 | 3 | 14:17 | 11 |
| 5 | «Керхер» (Херенталс)                  | 0:3 | 0:3 | 1:3 | 3:2 |     | 1:3 | 3:2 | 3:0 | 7 | 3 | 4 | 11:16 | 10 |
| 6 | «Филатлетик» (Врилиссия)              | 1:3 | 3:1 | 0:3 | 2:3 | 3:1 |     | 2:3 | 2:3 | 7 | 2 | 5 | 13:17 | 9  |
| 7 | «Олимп» (Прага)                       | 1:3 | 0:3 | 0:3 | 2:3 | 2:3 | 3:2 |     | 3:0 | 7 | 2 | 5 | 11:17 | 9  |
| 8 | «Арке Поллукс» (Олдензал)             | 0:3 | 2:3 | 2:3 | 2:3 | 0:3 | 3:2 | 0:3 |     | 7 | 1 | 6 | 9:20  | 8  |

11.01: Арке Поллукс — Нафта-Газ 2:3 (25:22, 17:25, 19:25, 25:19, 11:15).
12.01: Олимп — Конструксьонес Маричаль 0:3 (14:25. 15:25, 20:25).
12.01: Славия — Филатлетик 3:2 (13:25, 19:25, 25:22, 27:25, 15:10).
12.01: Керхер — Эджзаджибаши 0:3 (17:25, 20:25, 21:25).
19.01: Эджзаджибаши — Филатлетик 3:1 (21:25, 25:15, 25:22, 25:22).
19.01: Нафта-Газ — Славия 3:0 (25:23, 25:17, 25:14).
19.01: Керхер — Олимп 3:2 (25:18, 19:25, 22:25, 25:23, 15:11).
19.01: Конструксьонес Маричаль — Арке Поллукс 3:2 (28:30, 22:25, 27:25, 25:18, 15:9).
25.01: Арке Поллукс — Керхер 0:3 (19:25, 23:25, 15:25).
26.01: Олимп — Эджзаджибаши 1:3 (25:23, 20:25, 14:25, 16:25).
26.01: Славия — Конструксьонес Маричаль 3:2 (15:25, 26:24, 24:26, 25:21, 17:15).
26.01: Филатлетик — Нафта-Газ 3:1 (17:25, 25:16, 25:23, 25:20).
2.02: Эджзаджибаши — Нафта-Газ 3:0 (25:18, 25:16, 25:15).
2.02: Олимп — Арке Поллукс 3:0 (25:22, 25:19, 25:17).
2.02: Конструксьонес Маричаль — Филатлетик 3:0 (25:12, 25:20, 25:22).
3.02: Керхер — Славия 3:2 (17:25, 22:25, 25:14, 25:22, 15:8).
9.02: Славия — Олимп 3:2 (30:28, 20:25, 25:22, 25:27, 15:13).
9.02: Нафта-Газ — Конструксьонес Маричаль 3:0 (25:21, 25:16, 25:18).
9.02: Филатлетик — Керхер 3:1 (26:24, 25:17, 23:25, 25:19).
9.02: Арке Поллукс — Эджзаджибаши 0:3 (24:26, 15:25, 21:25).
15.02: Арке Поллукс — Славия 2:3 (22:25, 25:19, 25:17. 21:25, 13:15).
16.02: Эджзаджибаши — Конструксьонес Маричаль 3:1 (25:27, 25:15, 25:18, 25:17).
16.02: Олимп — Филатлетик 3:2 (25:22, 18:25, 23:25, 25:23, 15:10).
17.02: Керхер — Нафта-Газ 0:3 (15:25, 21:25, 18:25).
22.02: Славия — Эджзаджибаши 0:3 (14:25. 16:25, 21:25).
22.02: Нафта-Газ — Олимп 3:0 (25:17, 30:28, 26:24).
22.02: Филатлетик — Арке Поллукс 2:3 (25:21, 18:25, 18:25, 25:23, 9:15).
22.02: Конструксьонес Маричаль — Керхер 3:1 (13:25, 25:14, 25:22, 25:16).

### Группа В
| М | Команда                       | 1   | 2   | 3   | 4   | 5   | 6   | 7   | 8   | И | В | П | С/П   | О  |
| - | ----------------------------- | --- | --- | --- | --- | --- | --- | --- | --- | - | - | - | ----- | -- |
| 1 | «Фоппапедретти» (Бергамо)     |     | 3:1 | 3:0 | 3:1 | 3:1 | 3:0 | 3:0 | 3:0 | 7 | 7 | 0 | 21:3  | 14 |
| 2 | «Уралочка» (Екатеринбург)     | 1:3 |     | 3:2 | 3:0 | 3:0 | 3:0 | 3:0 | 3:0 | 7 | 6 | 1 | 19:5  | 13 |
| 3 | «Расинг Клуб де Канн» (Канны) | 0:3 | 2:3 |     | 3:0 | 3:1 | 3:1 | 3:0 | 3:0 | 7 | 5 | 2 | 17:8  | 12 |
| 4 | «Рапид» (Бухарест)            | 1:3 | 0:3 | 0:3 |     | 3:0 | 3:1 | 2:3 | 3:2 | 7 | 3 | 4 | 12:15 | 10 |
| 5 | «Телеком Пост» (Вена)         | 1:3 | 0:3 | 1:3 | 0:3 |     | 3:1 | 3:2 | 3:0 | 7 | 3 | 4 | 11:15 | 10 |
| 6 | «Дрезднер» (Дрезден)          | 0:3 | 0:3 | 1:3 | 1:3 | 1:3 |     | 3:0 | 3:1 | 7 | 2 | 5 | 9:16  | 9  |
| 7 | «Риека»                       | 0:3 | 0:3 | 0:3 | 3:2 | 2:3 | 0:3 |     | 3:1 | 7 | 2 | 5 | 8:18  | 9  |
| 8 | «Браник» (Марибор)            | 0:3 | 0:3 | 0:3 | 2:3 | 0:3 | 1:3 | 1:3 |     | 7 | 0 | 7 | 4:21  | 7  |

12.01: Браник — Фоппапедретти 0:3 (22:25, 14:25, 20:25).
12.01: Уралочка — РК де Канн 3:2 (23:25, 25:19, 25:15, 21:25, 15:11).
13.01: Рапид — Дрезднер 3:1 (21:25, 25:23, 25:14, 25:19).
13.01: Риека — Телеком Пост 2:3 (25:22, 28:30, 22:25, 25:13, 12:15).
18.01: Телеком Пост — Дрезднер 3:1 (35:33, 18:25, 25:20, 25:19).
18.01: Риека — Уралочка 0:3 (11:25, 13:25, 16:25).
19.01: РК де Канн — Браник 3:0 (25:22, 25:16, 25:21).
19.01: Фоппапедретти — Рапид 3:1 (25:14, 23:25, 25:21, 25:13).
26.01: Рапид — РК де Канн 0:3 (25:27, 12:25, 17:25).
26.01: Уралочка — Телеком Пост 3:0 (25:10, 25:11, 25:12).
26.01: Браник — Риека 1:3 (19:25, 25:20, 17:25, 20:25).
26.01: Дрезднер — Фоппапедретти 0:3 (14:25, 25:27, 19:25).
1.02: Телеком Пост — Фоппапедретти 1:3 (25:22, 16:25, 20:25, 17:25).
2.02: Уралочка — Браник 3:0 (25:15, 25:20, 25:17).
2.02: Риека — Рапид 3:2 (20:25, 25:17, 25:21, 14:25, 15:7).
2.02: РК де Канн — Дрезднер 3:1 (22:25, 26:24, 25:14, 25:21).
9.02: Рапид — Уралочка 0:3 (21:25, 18:25, 22:25).
9.02: Браник — Телеком Пост 0:3 (23:25, 19:25, 17:25).
9.02: Дрезднер — Риека 3:0 (25:21, 25:10, 27:25).
9.02: Фоппапедретти — РК де Канн 3:0 (25:16, 25:19, 25:19).
15.02: Телеком Пост — РК де Канн 1:3 (19:25, 19:25, 25:19, 19:25).
16.02: Уралочка — Дрезднер 3:0 (25:8, 25:13, 25:19).
16.02: Риека — Фоппапедретти 0:3 (23:25, 12:25, 16:25).
16.02: Браник — Рапид 2:3 (25:19, 13:25, 18:25, 25:23, 9:15).
22.02: Рапид — Телеком Пост 3:0 (25:15, 27:25, 25:14).
22.02: Дрезднер — Браник 3:1 (26:28, 25:23, 26:24, 25:20).
22.02: РК де Канн — Риека 3:0 (25:20, 25:19, 25:19).
22.02: Фоппапедретти — Уралочка 3:1 (25:20, 22:25, 25:19, 25:23).

## Финал четырёх
11—12 марта 2000.  Бурса.
Участники:
 «Фоппапедретти» (Бергамо) 

 «Уралочка» (Екатеринбург)

 «Эджзаджибаши» (Стамбул)

 «Нафта-Газ» (Пила)

### Полуфинал
11 марта
 «Фоппапедретти» —  «Нафта-Газ»
3:0 (25:13, 25:23, 25:22
 «Уралочка» —  «Эджзаджибаши»
3:1 (30:28, 25:20, 25:23

### Матч за 3-е место
12 марта
 «Эджзаджибаши» —  «Нафта-Газ»   
3:1 (25:15, 24:26, 25:12, 25:21)

### Финал
| 12 марта 2000 | \| «Фоппапедретти» (Бергамо) \| 3:1 \| «Уралочка» (Екатеринбург) \| \| Элиза Галастри (3) Симона Риньери (13) Бриджитт Суси (7) Габриэла Перес дель Солар (30) Мауриция Каччатори (1) Франческа Пиччинини (10) Силен (либеро) Елена Чебукина (9) \| Голы \| Елизавета Тищенко (15) Елена Година (13) Любовь Шашкова (21) Анастасия Беликова Ольга Поташова (4) Елена Василевская Елена Тюрина (либеро) Екатерина Гамова (13) Татьяна Грачёва (1) Наталья Морозова \| | Бурса Зрителей: 2900 |
| Счёт по партиям — 25:20, 22:25, 25:18, 25:22. Судьи: Феликс Креспо, Франк Лодерус.                                                                                        | | |
| «Фоппапедретти» (Бергамо) | 3:1 | «Уралочка» (Екатеринбург) |
| Элиза Галастри (3) Симона Риньери (13) Бриджитт Суси (7) Габриэла Перес дель Солар (30) Мауриция Каччатори (1) Франческа Пиччинини (10) Силен (либеро) Елена Чебукина (9) | Голы | Елизавета Тищенко (15) Елена Година (13) Любовь Шашкова (21) Анастасия Беликова Ольга Поташова (4) Елена Василевская Елена Тюрина (либеро) Екатерина Гамова (13) Татьяна Грачёва (1) Наталья Морозова |

### Итоги

#### Положение команд
| «Фоппапедретти» (Бергамо) |
| «Уралочка» (Екатеринбург) |
| «Эджзаджибаши» (Стамбул)  |
| 4. «Нафта-Газ» (Пила)     |

#### Призёры
«Фоппапедретти» (Бергамо): Бриджитт Суси, Елена Чебукина, Силен Древник, Мирея Луис Эрнандес, Габриэла Перес дель Солар, Алессандра Пинезе, Мауриция Каччатори, Симона Риньери, Элиза Галастри, Люция Ружкова-Вацлавикова, Франческа Пиччинини, Славка Фантаччини. Главный тренер — Марко Бонитта.
  «Уралочка» (Екатеринбург): Ольга Поташова, Наталья Морозова, Анастасия Беликова, Елена Тюрина, Любовь Шашкова, Елена Година, Наталья Сафронова, Елизавета Тищенко, Елена Василевская, Екатерина Гамова, Татьяна Грачёва. Главный тренер — Николай Карполь.
  «Эджзаджибаши» (Стамбул). Дилек Гирпан, Елена Дёрткардешлер, Чигдем Джан Расна, Ирина Ильченко, Айлин Карталтепе, Озлем Озчелик, Седа Улаш, Бурджу Хакьемез, Дениз Хакьемез, Наталья Ханикоглу, Эмине Эмель Челикпази. Главный тренер — Гёкхан Эдман.